# Chloridolum violaceicolle
Chloridolum violaceicolle là một loài bọ cánh cứng trong họ Cerambycidae.